# 三宅一德
三宅 一德（みやけ かずのり，1963年—），出身於美國統治琉球時期的沖繩縣，是一位日本作曲家及鍵盤家。FACE音樂出版所屬。畢業於東京藝術大學作曲科。三宅曾為動畫、特攝、電影、廣告、以及電視遊戲寫曲。
他的作品富有交響性與古典感，証明他在動漫音樂的訓練很扎實。他也常使用鍵盤樂器製造良好的音效在音樂中。
他於2010年起，加入了Project.R的作曲成員。

## 主要作品

### 電視作品
- ぼのぼの（1995年）
- 忍風戰隊破裏劍者（2002年）
- E'S OTHERWISE（2003年）※與百石元共同作曲
- 我要上太空（2003年）
- 战区 88（2004年）
- 幪面超人劍（2004年）
- 妖逆門（2006年）
- 獸拳戰隊激氣連者（2007年）
- 二十面相少女（2008年）
- 卡片鬥士翔（2008年）
- 天裝戰隊護星者（2010年）
- Woman（2013年）
- はなちゃんのみそ汁（2014年）

### 電影
- 忍風戰隊破裏劍者 咻咻的THE MOVIE（2002年）
- 幪面超人劍 MISSING ACE（2004年）
- 電影版 獸拳戰隊激氣連者 你你!好好!香港大決戰（2007年）
- 劇場版 炎神戰隊轟音者VS激氣連者（2009年）
- 天裝戰隊護星者 EPIC ON THE MOVIE（2010年）
- 天裝戰隊護星者VS真劍者 EPIC on銀幕（2011年）

### 原裝影像作品
- 忍風戰隊破裏劍者VS牙吠連者（2003年）
- 爆龍戰隊暴連者VS破裏劍者（2004年）
- 獸拳戰隊激氣連者VS冒險者（2008年）

### 戲劇CD
- 來自天外（2003年）

### 廣告
- 復活邪神：邪神領域（1997年）
- アイフル
- 東京迪士尼樂園
- 東京迪士尼度假區
- 日本COMSYS
- 白元
- 日本麥當勞

### 電視遊戲
- 大航海時代Online La Frontera

## 歌曲提供
- 宮本文昭
  - 雪月花（1998年）
  - 木靈（1998年）
  - 白日夢～潮の音（1998年）
  - 白日夢～蝉しぐれ（1998年）
  - 届かない子守歌（1998年）
  - 陽炎の丘（1998年）
  - それから…（1998年）
  - Dawn Flight（2006年）
  - Whisper（2006年）

### 電視作品
- 激走戰隊車連者（1996年）
  - ペガサスサンダーGO! GO! GO!（插曲　歌：坂井紀雄）
  - だから戦うカーレンジャー（插曲　歌：淵上祥人）
- 電磁戰隊百萬連者（1997年）
  - インストール!メガレンジャー（插曲　歌：風雅直人）
  - 電磁合体!ギャラクシーメガ（插曲　歌：風雅直人）
  - 5人でメガレンジャー（插曲　歌：デジケン・ファイブ（大柴邦彥（現・大柴隼人）、江原淳史、松風雅也、田中惠理、東山麻美））
- とんねるずのみなさんのおかげでした（1997年）
  - 「新・食わず嫌い王決定戦」テーマ曲
- 星獸戰隊銀河人（1998年）
  - 地球（ほし）に光を（插曲　歌：佐藤榮一）
- 幪面超人古迦（2000年）
  - Edge of Green（印象歌曲　歌：橋本仁）
  - PURPLE PRIDE（印象歌曲　歌：坂井紀雄）
  - BEATCHASER 2000（印象歌曲　歌：橋本仁）
- 幪面超人亞極陀（2001年）
  - 仮面ライダーAGITO（前期片頭曲　歌：石原慎一）
  - 仮面ライダーAGITO 24.7 version（後期片頭曲　歌：石原慎一）
  - BELIEVE YOURSELF（片尾曲　歌：風雅直人）
  - One & Only（第二片尾曲　歌：風雅直人）
  - MACHINE TORNADER（插曲　歌：石原慎一）
  - Home sweet Home（插曲　歌、鋼琴演奏：風谷真魚（秋山莉奈））
  - Burnin' your heart（插曲　歌：石原慎一）
  - extremes meet（插曲　歌：風雅直人）

### 宴會
- 國民文化祭栃木（1995年）委託作品
- 彩の国まごころ国体（2004年）
  - One（炬火曲）
  - Now & then（納火曲）
  - 入退場曲

## 編曲
- cousin
  - サイレントナイト（1996年）
- 小室哲哉
  - Love（1991年、音樂專輯「MADEMOISELLE MOZART」）
- V2（小室哲哉 & YOSHIKI）管弦樂編曲
- MiyuMiyu
  - 流星（2006年、《數碼寶貝拯救者》片尾曲）
- 米良美一
  - ポ－リュシカ・ポーレ（2002年）
  - 花（すべての人の心に花を）（2002年）
- RIDER CHIPS Featuring 藤岡弘、
  - レッツゴー!! ライダーキック～2000 Ver.（2000年）

### 電影
- 千與千尋（2001年）管弦樂編曲
- Quartet（2001年）管弦樂編曲
- 幪面超人555 消失的天堂（2003年）
  - Justiφ's -Accel Mix-（主題歌　歌：ISSA(DA PUMP)）

### 現場 / 音樂會
- Masked Rider 2000 Live（2000年）
- 長野殘奧會（1998年）
  - 開會式式典音樂

## 相關連結
- FACE音樂出版
- 佐橋俊彥
- 宮川彬良
- 佐藤直紀
- 大橋惠
- 服部隆之

## 外部連結
- 三宅一德（页面存档备份，存于） - FACE音樂出版